# Enfriamiento Huelmo-Mascardi
El enfriamiento Huelmo-Mascardi (conocido por sus siglas en inglés, HMCR, de Huelmo/Mascardi Cold Reversal) es el nombre dado al Evento de Pulso de Enfriamiento en el sur de Sudamérica entre los años 11.400 a 10.200 14C AP. Ese pulso de enfriamiento se anticipó unos 550 años antes del correspondiente enfriamiento de Dryas Reciente del hemisferio Norte, y para ambos periodos concluyeron cercanamente en el mismo tiempo.
El evento tuvo lugar en amplísimas áreas, aunque tomó su nombre de Huelmo, Chile, y en el lago Mascardi, Argentina (parque nacional Nahuel Huapi) sitios donde se detectó y fechó.
Tal pulso de enfriamiento HMCR comenzó con una acentuación del ya periodo frío que comenzó en el año 12.400 14C BP. Y en el año 11.400 14C BP (que es el año 13.400 del calendario BP) y la aparición del evento se produjo 400-700 años antes del arranque del evento Dryas Reciente. El año 10.200 14C BP (circa del año calendario 11.500 BP) y la datación final resulta difícil de calibrar a año de calendario debido a que tuvo lugar durante un plató en edad por radiocarbono. El fin del HMCR también marcó el fin del periodo frío.